# 5727 Pierobenvenuti
Az 5727 Pierobenvenuti (ideiglenes jelöléssel (5727) 1988 BB4) a Naprendszer kisbolygóövében található aszteroida. Henri Debehogne fedezte fel 1988. január 19-én.